# Свонтон (Меріленд)
Свонтон (англ. Swanton) — переписна місцевість (CDP) в США, в окрузі Ґерретт штату Меріленд. Населення — 66 осіб (2020).

## Географія
Свонтон розташований за координатами 39°27′36″ пн. ш. 79°13′58″ зх. д. / 39.46000° пн. ш. 79.23278° зх. д. (39.459864, -79.232694).  За даними Бюро перепису населення США в 2010 році переписна місцевість мала площу 0,99 км², уся площа — суходіл.

## Демографія
Згідно з переписом 2010 року, у переписній місцевості мешкало 58 осіб у 22 домогосподарствах у складі 14 родин. Густота населення становила 58 осіб/км².  Було 34 помешкання (34/км²).
Расовий склад населення:
| - 100,0 % — білих |

До двох чи більше рас належало 0,0 %. Частка іспаномовних становила 3,4 % від усіх жителів.
За віковим діапазоном населення розподілялося таким чином: 27,6 % — особи молодші 18 років, 58,6 % — особи у віці 18—64 років, 13,8 % — особи у віці 65 років та старші. Медіана віку мешканця становила 36,0 року. На 100 осіб жіночої статі у переписній місцевості припадало 107,1 чоловіків;  на 100 жінок у віці від 18 років та старших — 75,0 чоловіків також старших 18 років.
Цивільне працевлаштоване населення становило 7 осіб. Основні галузі зайнятості: публічна адміністрація — 100,0 %.